# Penthimia raniformis
Penthimia raniformis är en insektsart som beskrevs av Walker 1870. Penthimia raniformis ingår i släktet Penthimia och familjen dvärgstritar. Inga underarter finns listade i Catalogue of Life.